# معاهدة نانساتش

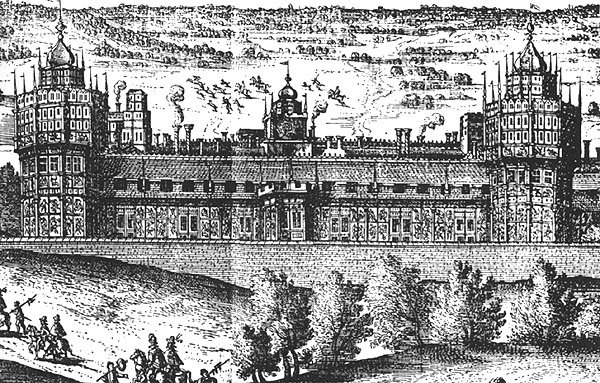

قامت وإليزابيث الأولى ملكة إنجلترا، والهولنديون بتوقيع معاهدة نانستش في العاشر من أغسطس عام 1585م، بقصر نانساتش في سري.

## خلفية تاريخية
تم الاتفاق على هذه المعاهدة بناءَ على توقيع معاهدة جيوينفيل بين فيليب الثاني ملك إسبانيا, وبين الرابطة الكاثوليكية عام 1584م, وبموجبها تعهد فيليب الثاني بتمويل الرابطة.